# 莫三比克口孵非鯽
莫三比克口孵非鯽是口孵非鯽屬的一種魚類，原產於非洲南部。它是一種重要的水產，通常叫做羅非魚，但現在很多同科的魚類也被叫做羅非魚。在被人類引入到其他地區的天然水域之後，因為其適應性很強，也引入臺灣各河川湖泊，所以成為了入侵物種，又名莫三比克吳郭魚、在來吳郭魚、土種吳郭魚、南洋鯽(仔)，體長可達35-40公分。

## 外部連接
- Photo of "Florida Red" hybrid. Retrieved 12 July 2007.
- 莫三比克口孵非鯽的图片 （页面存档备份，存于）